# Batalla de Cachirí
La batalla de Cachirí fue un combate de la independencia de Colombia ocurrido el 22 de febrero de 1816 en el páramo de Cachirí, ubicado en el actual departamento Colombiano de Santander. Donde la V División del ejército realista bajo el mando del coronel Sebastián de la Calzada venció a las tropas del ejército de operaciones del norte del Ejército de la Unión bajo el mando del general de brigada Custodio García Rovira. La batalla surgió de la Reconquista iniciado por los españoles quienes habían llegado a la Nueva Granada en agosto de 1815 para reconquistar su antigua colonia. 
El coronel Calzada penetró el territorio neogranadino desde los llanos Venezuela en octubre de 1815 y luego marchó hacia el norte en dirección a los valles de Cúcuta venciendo cualquier cuerpo que lo atravesara. A finales del año logró la captura de Cúcuta y de la capital provincial Pamplona. 
El gobierno de la unión, preocupado por este invasión nombró a Custodio García Rovira como comandante del ejército del norte y le ordenó derrotar a Calzada. Rovira colocó sus tropas en Piedecuesta, posición ventajosa para los republicanos. Calzada en un intento de sacar a Rovira de sus posiciones fingió una retirada hacia Ocaña a través del páramo de Cachirí donde dejó una fuerza de 300 hombres para atraer a los republicanos. Rovira ordenó a sus tropas atacar la fuerza realista en el Páramo donde los venció el 8 de febrero, tras la pequeña victoria decidió colocar todo el ejército en el Páramo y hacer una defensa por escalones. 
Calzada reagrupado volvió a la ofensiva tras recibir refuerzos cerca a Ocaña, contramarchó rápidamente el 20 de febrero y se presentó frente a las posiciones de los republicanos en la tarde del 21 de febrero. El primer día de batalla, los republicanos lograron defender sus posiciones ante el asalto de las tropas españolas. Pero el segundo día de combate, el 22 de febrero, a través de una maniobra de flanqueo apoyado por artillería, y una carga a bayoneta, lograron las tropas de la V división vencer a las tropas de Custodio García Rovira y Francisco de Paula Santander. La batalla culminó con una carga de la caballería española la cual puso a los sobrevivientes del ejército de la unión a huir hacia la Villa de Matanza. El triunfo de los españoles había sido tan descomunal, que causó el colapso las defensas republicanas en el norte del país.
Los pocos sobrevivientes del ejército neogranadino luego huyeron a los llanos de Casanare el 2 de abril. Calzada junto al brigadier Miguel de la Torre pudieron ocupar poco después Santafé, el 6 de mayo. La victoria de los españoles en Cachirí había sido el golpe mortal para la Primera República logrando que la reconquista liderado y planeado por general Pablo Morillo fuera todo un éxito. 

## Preámbulo
Para 1815 la mayoría del territorio moderno de Colombia se encontraba bajo el control de las Provincias Unidas de la Nueva Granada quien había declarado la independencia total de España en 1813, aunque algunas zonas del país como la provincia de Popayán en el sur y las provincias de Santa Marta y Ríohacha en la costa se mantuvieron bajo el control de los realistas. 
Tras la derrota de Napoleón y el regreso del a monarquía española al poder, en 1814 el rey de España Fernando VII ordenó la creación de una expedición militar para restablecer el control sobre los territorios ultramar de España. El Rey nombró al teniente general Pablo Morillo como comandante de esta expedición militar que contaba con más de 10.000 hombres y 60 barcos, esta fuerza partió de España en febrero de 1815 y llegó a las costas de Venezuela en abril de 1815. Con Venezuela ya bajo el control otra vez de los realistas desde 1814, Morillo puso sus ojos sobre el Nuevo Reino y empezó a planificar una operación militar para invadirla y restablecer el gobierno virreinal. La primera parte de esta invasión sería enfocada en la costa caribeña para tomar el puerto estratégico de Cartagena de Indias mientras que una fuerza de vanguardia penetraría el Río Magdalena para tomar al puerto estratégico de Mompox. A la misma vez otra columna invadiría desde Venezuela para tomar la zona estratégica entre Ocaña y Pamplona para así dejar libre el  camino que conducía la capital de la República, Santa fe de Bogotá, para las tropas expedicionarias después de qué Cartagena se rindiera. Esta columna sería conocida como la V división del ejército expedicionario bajo la comandancia del teniente coronel español Sebastián de la Calzada, Morillo ordenaría su creación el 15 de mayo de 1815 en Barinas.
En julio de 1815, Morillo llegó con el ejército expedicionario a Santa Marta para empezar la operación militar, a finales de agosto sitió a Cartagena, este duraría desde el 26 de agosto hasta el 3 de diciembre de 1815. Mientras tanto el 18 de octubre de 1815, Calzada emprendió su marcha e invadió a la Nueva Granada desde Guasdualito en Venezuela, su V división tenía un total de 2.211 hombres divididos en dos regimientos de infantería, cuatro compañías de cazadores, dos compañías montadas; una de carabineros y una de lanceros, junto con una sección de artillería con cuatro piezas de artillería de a cuatro y de a tres. La invasión de la V división fue detectada por las fuerzas del ejército del oriente bajo el mando del brigadier Joaquín Ricaurte. Ricaurte quien tenía a su disposición unos 1000 jinetes y 150 infantes interceptó a Calzada el 31 de octubre de 1815 en un área conocida como Chire. En la batalla de Chire, los republicanos salieron victoriosos, sin embargo, las tropas de Calzada pudieron escapar de la destrucción, ya que la caballería de Ricaurte no presionó su ataque, sino que se centró en saquear a su enemigo derrotado, el historiador José Manuel Restrepo argumentó que si los republicanos hubieran llevado a cabo una segunda carga de caballería, habrían destruido el ejército de Calzada. A pesar de escapar de la destrucción total, las fuerzas de Calzada habían sufrido 200 muertos y alrededor de 300 capturados y desaparecidos como resultado de la batalla, sin embargo, continuó su invasión girando hacia el norte y cruzó la Cordillera Oriental de los Andes a través del paso de Chita hacia la provincia de Tunja con el objetivo de marchar hacia Cúcuta.
Al llegar a Cúcuta el 25 de noviembre derrotó a las fuerzas del General Rafael Urdaneta en esa zona en la Batalla de Chitaga, logrando tomar a Pamplona el 26 de noviembre. 
Aparte de las fuerzas de Urdaneta las otras unidades del ejército neogranadino, quienes se encontraban en esa área al momento de la toma de Pamplona, eran los del 500 fusileros del 5.º batallón de línea de la Unión bajo el mando del coronel Francisco de Paula Santander, quien se encontraba en Ocaña tratando de reclutar una fuerza suficientemente capaz para liberar a Mompox, que había sido tomado por parte de las fuerzas de la vanguardia de Morillo. Santander al percatarse de la toma de Cúcuta y de Pamplona por parte de las fuerzas de Calzada se encontró de repente entre dos fuegos con Morillo al norte y Calzada al sur. Tratando de salvaguardar su columna, el 22 de diciembre de 1815 Santander emprendió una exitosa retirada hacia el sur por un camino viejo y abandonado que comunicaba a Ocaña con Girón, a través de este pudo retirarse hacia Piedecuesta donde se reunió con la columna del general de brigada Custodio García Rovira. Rovira había sido nombrado como comandante del ejército del norte tras haber recibido las noticias de la operación de Calzada. En su cuartel general en Piedecuesta sus órdenes recibidos con fecha del 4 de enero de 1816 del secretario de guerra del gobierno de la Unión eran “atacar de firme al Ejército de Sebastián de la Calzada hasta destruirlo o por lo menos alejarlo de la Nueva Granada.”

## Batalla

### Acción del 8 de Febrero

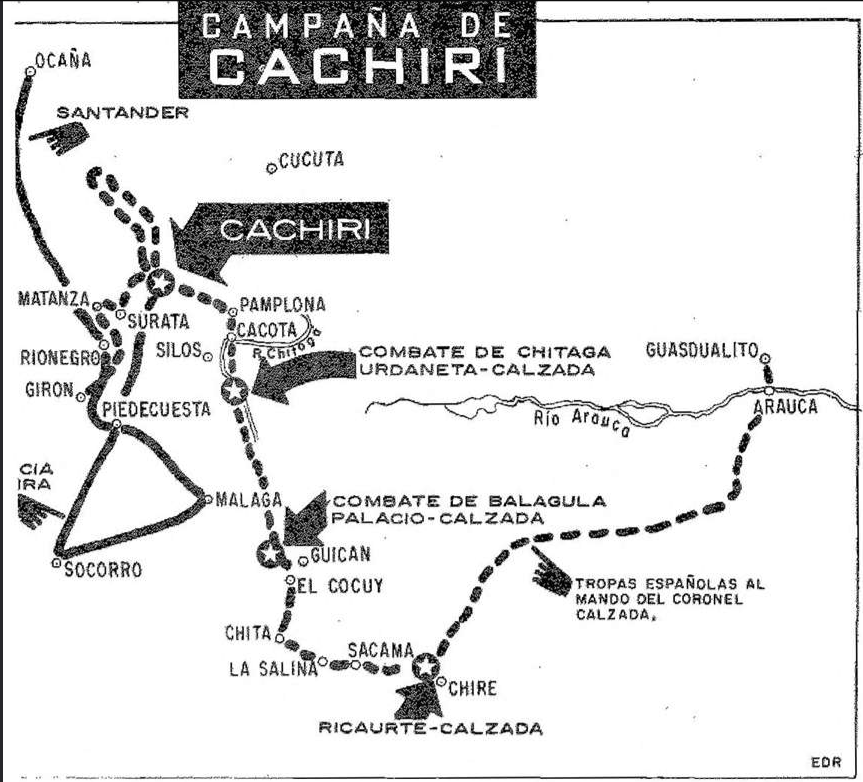
Los movimientos de los ejércitos republicanos y españoles previo y después de la batalla de Cachirí.

Desde su cuartel en Pamplona el coronel Sebastián de la Calzada recibió informes de que el ejército republicano se había situado en una posición estratégica y ventajosa en la villa de Piedecuesta. Queriendo desalojar a los republicanos de su tan ventajosa posición Calzada decidió fingir una marcha hacia Ocaña a través del Páramo de Cachirí con la meta de obligar a García Rovira a enfrentarlo en el páramo. Entonces a comienzos de febrero de 1816, Calzada emprendió su marcha hacia Ocaña pasando por el Páramo de Cachirí, durante esta marcha Calzada colocó una fuerza de cerca de 300 hombres cerca a la entrada del páramo mientras que el resto de su división marchó hacia al norte.
El 8 de Febrero García Rovira ordenó a la vanguardia del ejército republicano atacarla, los dos bandos se enfrentaron en un combate de más de 8 horas obligando a los españoles a retirarse, la cual la hicieron ordenadamente, ya que los republicanos fallaron en su intento de perseguirlos debido a la falta de caballería. Esta pequeña victoria fue notificada al secretario de guerra en Santafé, desde ese momento es que García Rovira toma la decisión de colocar a todo su ejército e internarse en el Páramo de Cachirí para defender a la provincia del Socorro lográndolo el 16 de febrero. Aunque esta decisión no fue al gusto de su segundo al mando, el coronel Francisco de Paula Santander, quien argumentó que defender por escalones el paso hacia Bucaramanga con tropas bisoñas sería difícil, pero García Rovira siguió con su plan de defensa.

### 21 de febrero
Cuando Gracia Rovira colocó a su ejército en el Páramo de Cachirí, Calzada fue reforzado con una columna de 300 cazadores del regimiento expedicionario de infantería Victoria al mando del capitán Silvestre Llorente donde contramarchó rápidamente el 20 de febrero. 
Las tropas de Calzada se presentaron entre la 1 y 2 de la tarde del día 21 frente a las posiciones republicanas donde encontraron una columna de observacion republicana la cual fue atacada por las tropas realistas. La columna republicana tuvo que replegarse a la línea principal de defensa. Motivados por el resultado favorable de este encuentro, Calzada ordenó que sus tropas seguirán el avance, pero un espesa niebla interrumpió el combate por unas horas. 

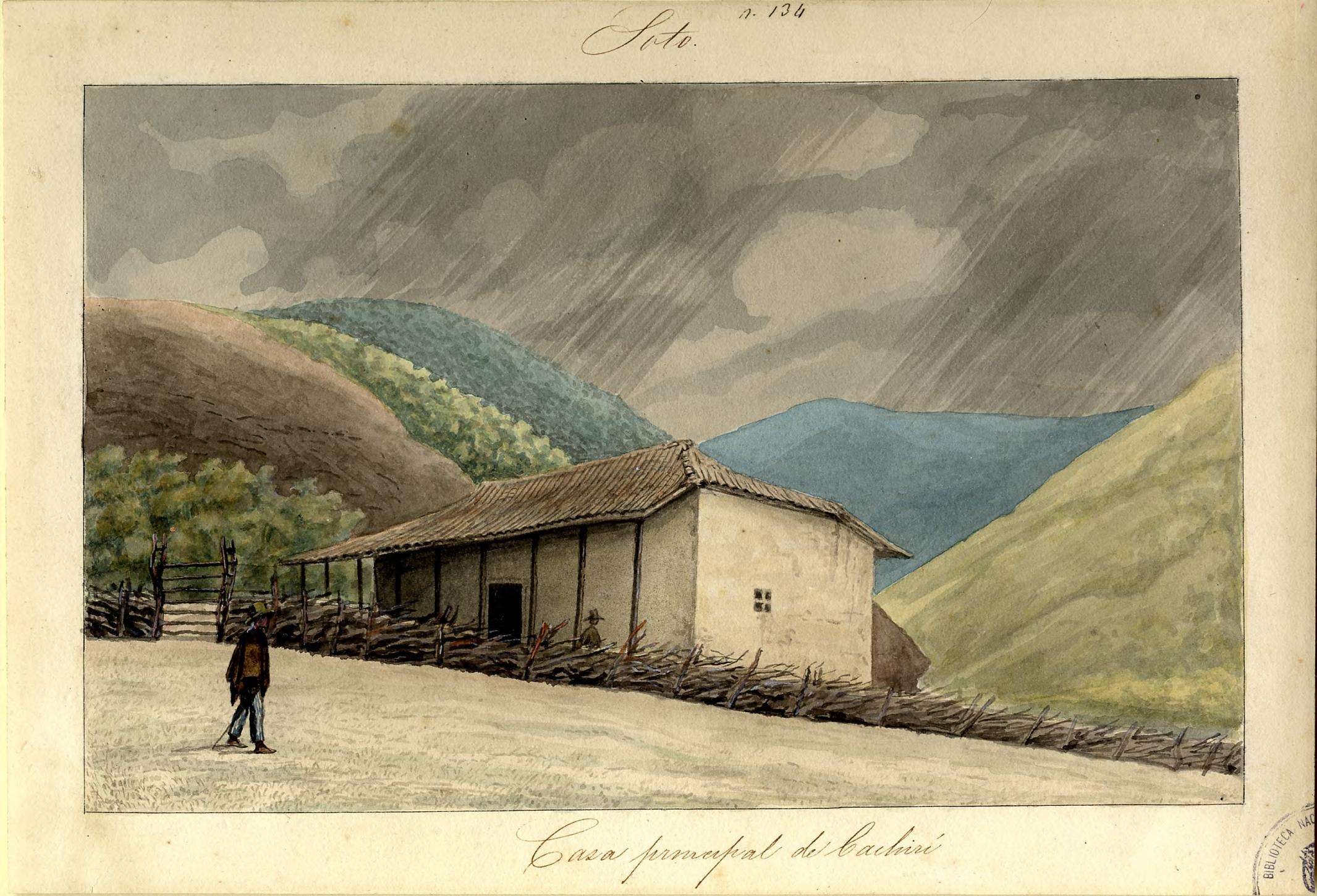
Soto - Casa principal de Cachirí muestra a la casa principal de la antigua hacienda de Cachiri en 1850 que fue mencionado en los partes de la batalla escritos por ambos bandos.

Hacia las 5 de la tarde, ya despejada la espesa niebla que había impedido la prosecución del ataque, Calzada organizó sus tropas con una descubierta al mando del teniente José Espejo, seguida por una columna de cazadores y el primer batallón, quedando en apresto, en la ranchería, el segundo batallón de Numancia. La columna de cazadores realistas avanzó sobre las posiciones adelantadas que tenían los patriotas quienes se replegaron sobre su primera línea de resistencia, repasando el río y haciéndose fuertes, entre tanto que, los cazadores del rey se distribuyeron en guerrillas por la orilla del río.
El primer batallón realista, que llegó a la casita de Cachirí a las cinco de la tarde del día 21, espera en este punto al segundo batallón que bajó de las alturas al anochecer. Calzada ordenó entonces el ataque de las compañías de Cazadores del primero y segundo batallones sobre el flanco derecho de la posición enemiga lo cual ejecutaron hábilmente trepando por una pendiente al lado izquierdo del camino e introduciendo desorden en la primera línea de resistencia que solamente logró restablecerse mediante al refuerzo oportuno del batallón republicano al mando del heroico coronel venezolano Pedro Arévalo Aponte, quien luego sería considerado un mártir de la patria. 
En la noche, el comandante español reemplazó las compañías de cazadores por la sexta del primero y segunda del segundo, cuyo relevo en la posición se dificultó debido al terreno en el cual operaban. Al mismo tiempo, García Rovira ordenó el cambio de posición hacia atrás dejando solamente un pequeño destacamento en la anterior y estableciendo, con un batallón, una primera línea de resistencia en la nueva posición, la cual mejoró con la construcción de algunas fortificaciones.

### 22 de febrero
En la mañana del 22 de febrero, los realistas continuaron su ataque con el despliegue de las compañías sexta y segunda y los carabineros del comandante Cirilo Molina. Cruzaron el río, lo cual efectuaron arrollando el destacamento avanzado y precipitándose sobre las trincheras republicanas cuyos defensores los rechazaron heroicamente produciéndoles 20 bajas.
Ante este contratiempo, Calzada decidió empicar a fondo su unidad. Ordenó que la mitad de la columna de cazadores, al mando del sargento mayor Matías Escuté, pasase el río más abajo del puente y trepando por la derecha la escarpada cuesta, y cayese sobre el flanco izquierdo de los republicanos. Mientras que el capitán Silvestre Llorente, con la otra mitad de la columna y un cañón de a 4, fuese por esta orilla, con el fin de flanquearlos por la derecha. Mientras estos cuerpos atacaban los flancos de los republicanos,  el teniente coronel Carlos Tolrá con las dos compañías de granaderos y los carabineros atacasen por el centro republicano, con apoyo de un cañón también de a 4. 
Tolrá no quiso detener un momento el ataque, destinó la compañía de granaderos del 12 por la derecha, para que trepando por el bosque del pie de la loma los atacase por su flanco izquierdo, y él lo ejecutó con las tres restantes por el frente. La columna de cazadores que mandaba Llorente cayeron con impetuosidad sobre las primeras trincheras, que en un momento fueron tomadas a la bayoneta y con poquísimo fuego. Los primeros a treparla fueron los oficiales españoles Daza, el teniente Segovia y el subteniente Inda. Daza fue muerto en la acción, la muerte de este oficial fue mencionado por Calzada en su parte donde sobre su muerte "que privó al rey, a las dos horas, del soldado más valiente y benemérito". La vanguardia republicana compuesto por el 5° batallón de la Unión comandado por Santander enfrentaron a los realistas en una ardua lucha cuerpo a cuerpo.
 

Este enfrentamiento fue mencionado por Calzada quien dijo “En el descanso de la loma se mezclaron nuestras tropas con las enemigas, que perecían al golpe de la bayoneta; y tampoco pudieron resistir el choque en la segunda trinchera, que dejaron cubierta de cadáveres.
"La confusión de su precipitada fuga se comunicó al famoso quinto batallón, (el más aguerrido y disciplinado de los enemigos), que estaba formado en batalla ya en la pendiente, e hizo una descarga cerrada que en nada detuvo la marcha de nuestras tropas y sí aumentó su furor, excitado ya por la pérdida del inmortal Daza". 
Una de la trincheras republicanas estaba defendida por el batallón Sante Fe, el oficial que comandaba este cuerpo fue muerto de un balazo, y como no pudo ser reemplazado inmediatamente, los soldados republicanos abandonaron sus posiciones. El batallón que debía tomar su puesto era el batallón Tunja que también abandonó su posición, dejando que los realistas tomaran control de la trinchera. Con esto, la férrea defensa que había hecho los republicanos empezaba a fallar y poco a poco el desorden empezó a reinar entre las tropas republicanas.
Con las tropas republicanas en desorden, Calzada aprovechó de la situación para dar el golpe mortal, ordenando al capitán Antonio Gómez cargar con los carabineros y la caballería contra los republicanos. 

La carga fue todo un éxito con Calzada relatando en su parte  
“Confundidos los enemigos, mezclados todos sus cuerpos y llenos de pavor, no hicieron ya más esfuerzos por defenderse. Perseguidos por un puñado de valientes se entregaron a la muerte, sin saber por qué, Los bizarros comandantes de artillería y caballería don José María Quero y Antonio Gómez, y los Capitanes Francisco Jiménez y don Blas Cerdeña, se adelantaron a caballo y fueron cortando pelotones de fugitivos, que obedecían puntualmente sus órdenes y hasta repetían sus voces de viva el rey, Les mandaban que arrimasen las armas a un lado del camino y se quedasen, que eran perdonados." 
Con la carga de la caballería española las tropas republicanas se pusieron en una caótica fuga perseguidos por los jinetes españoles. Pero las tropas españolas no daban cuartel e hícieron una horrorosa carnicería, en particular la compañía de Daza, que no se podía contener. Las tropas del unión quedaron muertos, prisioneros o dispersos.
Según el historiador José Manuel Restrepo, las fuerzas republicanas fueron perseguidas por la caballería española hasta la villa de Matanzas.  Solo el general García Rovira el coronel Santander junto con un puñado de oficiales y soldados pudieron sobrevivir la masacre.

## Consecuencias
Las consecuencias de la derrota militar sufrida por los republicanos en el Páramo de Cachiri fueron desastrosas, prácticamente toda la línea de defensa del norte del país había colapsado dejando así que el ejército expedicionario pudiera seguir su marcha hacia el interior del país para capturar a Santafé. Contribuyendo a la exitosa reconquista de la Nueva Granada por parte del Imperio Español.
Las pérdidas sufridas por el bando republicano fueron catastróficas, en su carta al general Morillo, Sebastián de la Calzada reporto que los republicanos habían sufrido “más de 1000 muertos de los cuales 40 oficiales 200 heridos 500 prisioneros incluso 28 oficiales” además de esto Calzada también reportó la captura de una gran cantidad de material bélica siendo estas “2 piezas de artillería, cuatro banderas de batallón, 750 fusiles, 300 lanzas y 45000 cartuchos provisiones ganados y otros efectos”. Las bajas sufridas por el ejército expedicionario fueron 150 en total entre heridos y muertos. De los 500 prisioneros que los realistas tomaron, 200 de estos estaban heridos mientras que los otros 300 fueron incorporados forzosamente a las filas del ejército realista. Las banderas capturadas fueron presentados al general Morillo por parte de Calzada como trofeos de guerra, la noticia de esta victoria española sobre los republicanos fue notificada al ministro de guerra de España por parte del general Morillo desde su cuartel en Mompox el 27 de febrero de 1816. 
Los restos sobrevivientes del ejército del norte se retiraron en dirección a Santafé llegando a la villa del Socorro el 27 de febrero. Calzada también continuó su marcha en dirección hacia esa localidad pasando por las villas de Bucaramanga y Girón, en este último fue ahorcado en la plaza principal de Girón el oficial Pedro Arévalo quién fue capturado durante la batalla por órdenes de Calzada. El 29 de febrero el general Morillo le escribió una carta a Calzada donde le felicitó por su victoria diciéndole “La valiente división que V.S. tiene a sus órdenes y los valientes cazadores del ejército, han conseguido el más señalado triunfo con la destrucción de la principal fuerza rebelde que ocupaba esa provincia, dejando el reino a disposición de las armas victoriosas de S. M.” En esa misma comunicación también ordenó a Calzada a parar su marcha hacia Santafé para esperar a las fuerzas del coronel Miguel de la Torre quien venía con sus tropas peninsulares desde Ocaña ya que Morillo quería que el honor de capturar a Santafé fuera hecho por uno de sus oficiales expedicionarios.
La noticia de la derrota en Cachirí llegó a Santafé de Bogotá el 28 de febrero, José María Caballero relató en su diario que el presidente Camilo Torres ordenó celebrar una misa solemne en La Concepción encomendado las preces a Nuestra Señora de la Peña, en todas las demás iglesias y conventos de la ciudad se ofrecieron misas para así calmar el estado de pánico y desesperación que había producido esta noticia. Las primeras consecuencias políticas causadas por la derrota serían la renuncia de Camilo Torres a la presidencia de las provincias unidas el 12 de marzo, 2 días después fue elegido José Fernández Madrid como nuevo presidente de las Provincias Unidas de la Nueva Granada. En el ámbito militar el secretario de guerra de las provincias unidas nombró al coronel francés Manuel de Serviez como general en jefe de todas las fuerzas de la segunda línea de defensa, también fue ascendido a general de brigada. Serviez reemplazó al general Custodio García Rovira quien entregó el mando al general Serviez en el Puente Real de Vélez el 22 de marzo.
Con Serviez al mando de los restos del ejército del norte, el 2 de abril emprendió una retirada estratégica hacia los llanos orientales de la provincia de Casanare para así salvaguardar lo poco que quedaba del ejército, mientras que el gobierno de las provincias unidas se retiró al sur hacia Popayán dónde estaba la única fuerza militar que contaba la Primera República para su última defensa; el Ejército del Sur. Los coroneles Sebastián de la Calzada y Miguel de la Torre tomaron la capital de la república el 6 de mayo mientras que el grueso del ejército expedicionario bajo el general Morillo llegaría el 26 de ese mismo mes. Los últimos bastiones de la Primera República serían derrotados el 29 de junio de 1816 en la Batalla de la Cuchilla del Tambo por partes de las fuerzas del brigadier Juan de Sámano y el 10 de julio de 1816 cuando los últimas tropas de la unión que habían escapado de la derrota en la Cuchilla del Tambo fueron derrotados en la Batalla de La Plata así poniendo fin a la Primera República. 
El general Custodio García Rovira quien había ido al sur con el resto del gobierno, fue capturado por las fuerzas españolas tras la Batalla de la Plata. Fue transportado a Santafé donde fue acusado por un consejo de guerra, establecido por el general Morillo, de traición y condenado a muerte. 
Fue fusilado en la Huerta del Jaime (hoy Plaza de Los Mártires) en Santa Fe el 8 de agosto de 1816 junto al capitán Hermógenes Céspedes, el doctor José Gabriel Peña, un mulato de apellido Castro y otro señor de apellido Nava. Su cuerpo y el de Castro fueron colgados en una horca y sepultados en el cementerio del Occidente.